# Robur Tiboni Urbino
Robur Tiboni Urbino ist ein italienischer Frauen-Volleyballverein aus Urbino in der Region Marken, der in der italienischen Serie A1 spielt.

## Geschichte
Der Verein wurde 1904 gegründet. Eine Volleyball-Frauenmannschaft gibt es seit 1990. Sie spielt seit 2009 unter dem Sponsornamen Chateau D'Ax Urbino Volley in der höchsten italienischen Spielklasse „Serie A1“. Seitdem spielen die Frauen ständig in der Spitzengruppe mit. Auch in Europa war Robur Tiboni Urbino erfolgreich. So gewann man in der Saison 2010/11 den CEV-Pokal und erreichte 2011/12 das Halbfinale.